# Championnat d'Europe de course aux points féminin (juniors)
Le Championnat d'Europe de course aux points féminin juniors est le championnat d'Europe de course aux points organisé annuellement par l'Union européenne de cyclisme pour les cyclistes âgées de 17 et 18 ans. Le championnat organisé depuis 2001, a lieu dans le cadre des championnats d'Europe de cyclisme sur piste juniors et espoirs.

## Palmarès
| Année | Or                        | Argent               | Bronze                 |
| ----- | ------------------------- | -------------------- | ---------------------- |
| 2001  | Giorgia Bronzini          | Natalia Boyarskaya   | Eleonora Soldo         |
| 2002  | Eleonora Soldo            | Ekaterina Merzlikina | Kyriaki Konstantinidou |
| 2003  | Anastasia Tchulkova       | Rebecca Bertolo      | Karen Verbeek          |
| 2004  | Rebecca Bertolo           | Mie Bekker Lacota    | Liesbeth Bakker        |
| 2005  | Mie Bekker Lacota         | Pascale Jeuland      | Irina Zemlyanskaya     |
| 2006  | Elise van Hage            | Evgenia Romanyuta    | Silvia Castoldi        |
| 2007  | Alexandra Greenfield      | Elizaveta Asseserova | Marta Tagliaferro      |
| 2008  | Alexandra Greenfield      | Jolien D'Hoore       | Amy Pieters            |
| 2009  | Hanna Solovey             | Aude Biannic         | Laura Trott            |
| 2010  | Elena Cecchini            | Alexandra Goncharova | Karolina Karasiewicz   |
| 2011  | Maria Giulia Confalonieri | Svetlana Kashirina   | Kelly Markus           |
| 2012  | Arianna Fidanza           | Kseniya Dobrynina    | Natasha Grillo         |
| 2013  | Lotte Kopecky             | Kaat Van der Meulen  | Bianca Lust            |
| 2014  | Manon Lloyd               | Lisa Klein           | Diana Klimova          |
| 2015  | Rachele Barbieri          | Daria Pikulik        | Tessa Dijksman         |
| 2016  | Letizia Paternoster       | Marit Raaijmakers    | Rebecca Raybould       |
| 2017  | Olha Kulynych             | Aksana Salauyeva     | Valentine Fortin       |
| 2018  | Lara Gillespie            | Olha Kulynych        | Marta Jaskulska        |
| 2019  | Matilde Vitillo           | Lara Gillespie       | Maike van der Duin     |
| 2020  | Katrijn De Clercq         | Daniela Campos       | Daniek Hengeveld       |
| 2021  | Alena Ivanchenko          | Madelaine Leech      | Fabienne Jahrig        |
| 2022  | Isabel Sharp              | Aurore Pernollet     | Hélène Hesters         |
| 2023  | Seana Littbarski-Gray     | Léane Tabu           | Patrica Duarte         |
| 2024  | Lucy Bénézet Minns        | Jenna van Tongeren   | Chantal Pegolo         |
| 2025  | Chantal Pegolo            | Polina Danshina      | Ida Fialla             |